# FIAMM
La FIAMM Energy Technology è un'azienda multinazionale, attiva nella produzione e distribuzione di accumulatori per l'avviamento di autoveicoli e uso industriale, formata dopo la separazione dal Gruppo FIAMM per commercio delle batterie automobilistiche e batterie industriali con tecnologia al piombo.
Dal 2020 la società, che ha sede in Italia, è posseduta in maggioranza da Shōwa Denkō (ex Hitachi Chemical).

## Storia

### Gli inizi
L'azienda fu fondata nel 1936 da Giacomo Pellizzari con il nome di Elettra per produrre batterie per uso industriale. Nel 1939 l'ingegnere Giulio Dolcetta entrò nell'azienda, rilevandola nel 1942 e cambiandole il nome in FIAMM (Fabbrica Italiana Accumulatori Motocarri Montecchio). Nel dopoguerra l'azienda crebbe con i tre figli Giovanni, Francesco e Mario, seguendo lo sviluppo italiano dell'auto. Nel 1950 il nome delle batterie FIAMM venne accostato alla vittoria di una Ferrari alla Mille Miglia.
Negli anni cinquanta entrarono in produzione le prime trombe, in seguito le batterie per le centrali telefoniche e per i carrelli elevatori nei magazzini. Negli anni sessanta e settanta il core business, all'incirca il 60% del fatturato, divenne l'automotive con le vendite dirette alle case automobilistiche: BMW, FIAT, Ford, Mercedes, Opel, Gruppo PSA, Renault, Toyota, Volkswagen, Jaguar, Ferrari, Maserati. Nel comparto degli avvisatori acustici fu fornitore unico della Ford.

### L'espansione
Negli anni ottanta ebbero inizio le prime acquisizioni (in Austria) e l'apertura di filiali in Francia, Germania e Spagna. Alla fine degli anni novanta la società, in conseguenza della dimensione internazionale, modificò gli asset manageriali con un piano di acquisizioni (in Repubblica Ceca, Brasile e USA) e forti investimenti in tecnologie. Furono aperti 12 stabilimenti, di cui 10 dedicati alla produzione di batterie.
Nel tempo la società si trasformò in una conglomerata con diverse attività: trombe e antenne, batterie al piombo e al sale, batterie al sodio-nichel, tecnologie OLED per l'illuminazione (su scala domestica e automotive).

### Gli scorpori
Dal 2000 al 2006 si è avviato un periodo di forte ridimensionamento, con la chiusura di alcuni stabilimenti e la contemporanea apertura di nuovi in Cina e India per produrre batterie e avvisatori acustici. Nel 2007 avviene un passaggio di quote all'interno della famiglia, con Stefano Dolcetta, figlio di Giovanni, che diventa amministratore delegato.
Nel 2015 il fatturato era di 620 milioni di euro con 3.300 dipendenti, di cui 1.200 in Italia; la famiglia decise lo scorporo delle attività produttive del Gruppo FIAMM, allo scopo di coinvolgere solidi partner.
Il Gruppo FIAMM è così ristrutturato: in testa c'è FIAMM Holding, espressione delle famiglie eredi di Giovanni (con Stefano Dolcetta) e Mario (con Alessandro Dolcetta) e con una piccola quota riservata a Giuseppe Zanetti, presidente del Gruppo. Le società controllate sono: FIAMM Componenti Accessori (FCA), che produce avvisatori acustici; FIAMM Energy Technology (FET), una newco dedicata alle batterie; OLED, che realizza piastre luminose sottili a basso consumo energetico.
Nel 2015 venne individuato un partner coreano per la OLED. Il 28 novembre 2016 venne siglato un accordo per una joint venture italo-giapponese con Hitachi Ltd.; nel febbraio 2017 si costituì la FIAMM Energy Technology (FET), col 51% in mano al gruppo giapponese Hitachi Chemical con un'operazione di 86 milioni di euro (52 milioni pagati dall'Hitachi e altri 34 per l'aumento di capitale della nuova FET). Presidente divenne Misao Nakagawa, CEO Yasuhiko Nakayama. Il 49% restava al Gruppo FIAMM.
A Febbraio 2020 è stata finalizzata l’offerta di acquisto per le quote di Hitachi Chemical da parte di Showa Denko K.K. e Hitachi Chemical ha avviato un percorso per diventare una sussidiaria di Showa Denko K.K.